# Vladimir Bayer
Vladimir Bayer (Bugojno, 16. ožujka 1912. – 22. travnja 1990.) hrvatski pravnik, sveučilišni profesor i dekan Pravnog fakulteta u Zagrebu. Akademik je HAZU od 1977. godine.
Diplomirao na Kriminološkom institutu u Parizu. Doktorirao je pravo u Zagrebu. 
Redoviti je profesor Pravnog fakulteta u Zagrebu od 1952. – 1982., dekan 1954./1955. na predmetu kazneno-procesno pravo. Jedan je od najistaknutijih profesora kazneno-pravne znanosti Hrvatske. Štoviše, smatra ga se za osobu koja je utemeljila suvremenu znanost kaznenog procesnog prava u Hrvatskoj.
Osim u tom području, važi i kao cijenjeni pravnim povjesničarem. Poznata mu je povijesna studija Ugovor s Đavlom, u kojoj je obradio problematiku progona vještica i čarobnjaka u Europi, po čemu je ušao u vrh svjetske literature o zločinu magije.
Utemeljio je poslijediplomski studij kaznenopravnih znanosti u Zagrebu 1958.

## Djela
- Kazneno postupovno pravo, monografija (1943.),
- Teorija krivičnog postupka FNRJ, udžbenik (1950.),
- Ugovor s Đavlom, povijesna studija (1953.),
- Jugoslavensko krivično procesno pravo I–II, 1960. – 72).
- monografije o nehajnim kaznenim djelima i gospodarskim deliktima,
- Prestanak prava azila u Hrvatskoj, povijesna studija (1957.)